# Finnhults skola
Finnhults skola byggdes i Finnhult år 1872 och var Grythyttans sockens första särskilda skolhus.

## Historia
Folkmängden i Grythyttans socken hade från 3454 personer år 1840 ökat till 4366 år 1870. Folkmängdsökningen och det därmed stigande antalet barn i skolåldern medförde starka krav på flera lärarkrafters anställande och nya skolhusbyggnationer.
Medan staten ända till slutet av 1880-talet endast upptog hyra av undervisningslokaler i Grythyttans socken byggde man sålunda redan år 1872 ett skolhus i Finnhult: Grythyttans sockens första särskilda skolhus. Skolan var kostnadsberäknad till 7 000 kr (motsvarar idag ca. 430 000 kr). Byggnationen stannade dock ej vid mindre än 11 810 kr (motsvarar idag ca. 720 000 kr) och ansågs sedan alltför stort tilltagen, vadan vissa förändringar av huset sedermera kom till stånd. Ritningar till Finnhults skola utfördes av byggmästaren Knut Rambäck från Hällefors, entreprenör var byggmästare Israel Mört från Hjulsjö, för byggande av skolbänkar anlitades C. Eklund, Arboga och målningsarbetena utfördes av målarmästaren C. G. Hedin, Grythyttehed.
Skolroten omfattade Karstenshult (enligt dåtida stavning), Finnhult, Holmskärn och Björkhult. Enligt en av skolrådets ordförande år 1874 uppgjord förteckning fanns det 72 matlag och 18 skolpliktiga barn som skolan upptog. Finnhults skola var en Folkskola av B 3-form, d.v.s. samma lärare undervisade i klasserna 1 till 6. För att begränsa antalet årskurser skedde intagning vartannat år, vilket betydde att det kunde vara upptill två års åldersskillnad på eleverna i en och samma årskurs. Det år som nybörjare togs in fanns alltså klasserna 1, 3 och 5 och året efteråt klasserna 2, 4 och 6. Barnen i årskurs 1 var lediga en dag i veckan, barnen i årskurs 3 och 5 en annan dag vilket gav läraren möjlighet att en dag i veckan helt ägna sig åt nybörjarna. Fortsatt skolgång efter avslutad folkskola kunde från 1920 ske i Nora samrealskola.
För mångfaldigande av arbetsmaterial krävdes det att hektografera. Det var en krånglig teknik som dock funkade tämligen bra på grund av det låga barnantalet. Under de senare åren av skolverksamheten i Finnhults skola startade man skolradiosändningar. Ingen kunde tänka sig att anskaffa radioutrustning för skolan så för att lyssna på föredragen lades en lång sladd mellan apparat och högtalare från lärarbostaden till skolsalen.
Grythyttans uppsving på 1700- och 1800-talen skulle sakta åtföljas av tillbakagång. På 1900-talet började skola efter skola kämpa för sin existens. År 1935 anordnades Fortsättningsskolekurser i Finnhults skola.
År 1940 under andra världskriget inkvarterades omkring 1 000 man svensk militär i Grythyttans socken varvid Finnhults skola kom till användning som förläggning.
År 1945 önskade folkskoleinspektören nedlägga undervisningen vid Finnhults skola men frånträdde kravet på nedläggande kort därpå. År 1947 beslutades slutgiltigt att undervisningen i Finnhults skola skulle läggas ned. Vissa elever från Finnhults gamla skolområde hänvisades till Hällefors.
Efter att undervisningen i Finnhults skola lades ner år 1947 användes skolbyggnaden återigen som militärisk förläggning innan den blev privategendom på 1960-talet. Skolan är numera privatbostad i tredje hand.

## Livet i och omkring Finnhults skola
För att vara i en glesbygd hade barnen måttligt långa skolvägar. Det fanns ingen cykelväg och snöplogning på vägar över de öppna fälten var meningslöst. Barnen fick alltså gå till fots eller åka skidor på vintern. Ännu i mitten av 1930-talet saknades bilväg till Finnhult. För att komma till en landsväg fick man gå 4,5 km söderut till Sikberget. Från Sikberget är det 12 km till Grythyttan. På sommaren, när Sör-Älgen var öppen, kunde man gå den branta gångstigen till det vid sjön belägna Bäsnäs från Finnhult (det är en höjdskillnad på 70 meter mellan Finnhult och Sör-Älgen) för att sedan ro över sjön och gå eller cykla fram till Grythyttan. Denna väg var mindre än hälften så lång som vägen söder om sjön liksom normala vägen när Sör-Älgen var isbelagd. Avståndet till Hällefors är bara 10 km om man tar vägen över sjön. På detta sätt fick Finnhult på vintern ett ganska centralt läge.
Förutom väg saknades ännu på 1930-talet post, lanthandel och elektricitet. Posten klarades genom att den som hade ärende till Grythyttan hämtade posten för hela byn. Ägaren av granngården till Finnhults skola, Karl Andersson, körde en dag i månaden med häst till Grythyttan och fraktade hem varor till alla hushållen i Finnhult. Denna service var en viktig ersättning för lanthandel. Strömförsörjningen skedde bl.a. genom en blyackumulator som fick forslas till Grythyttan eller Hällefors för laddning. De flesta skolbarnens pappor var anställda i Helleforsbolaget och hade sin försörjning av skogsarbete.

## Bilder

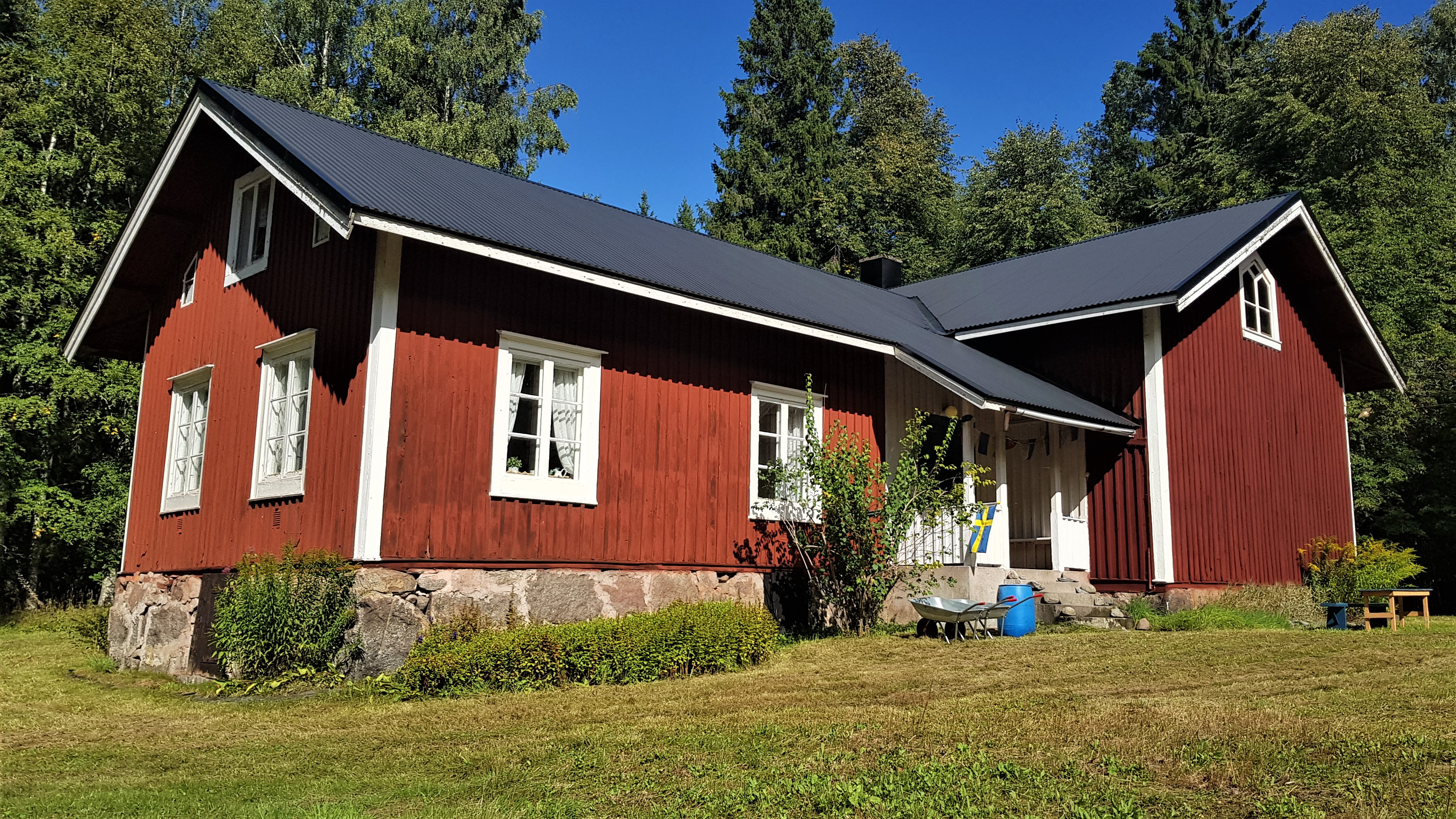
Lärarbostaden
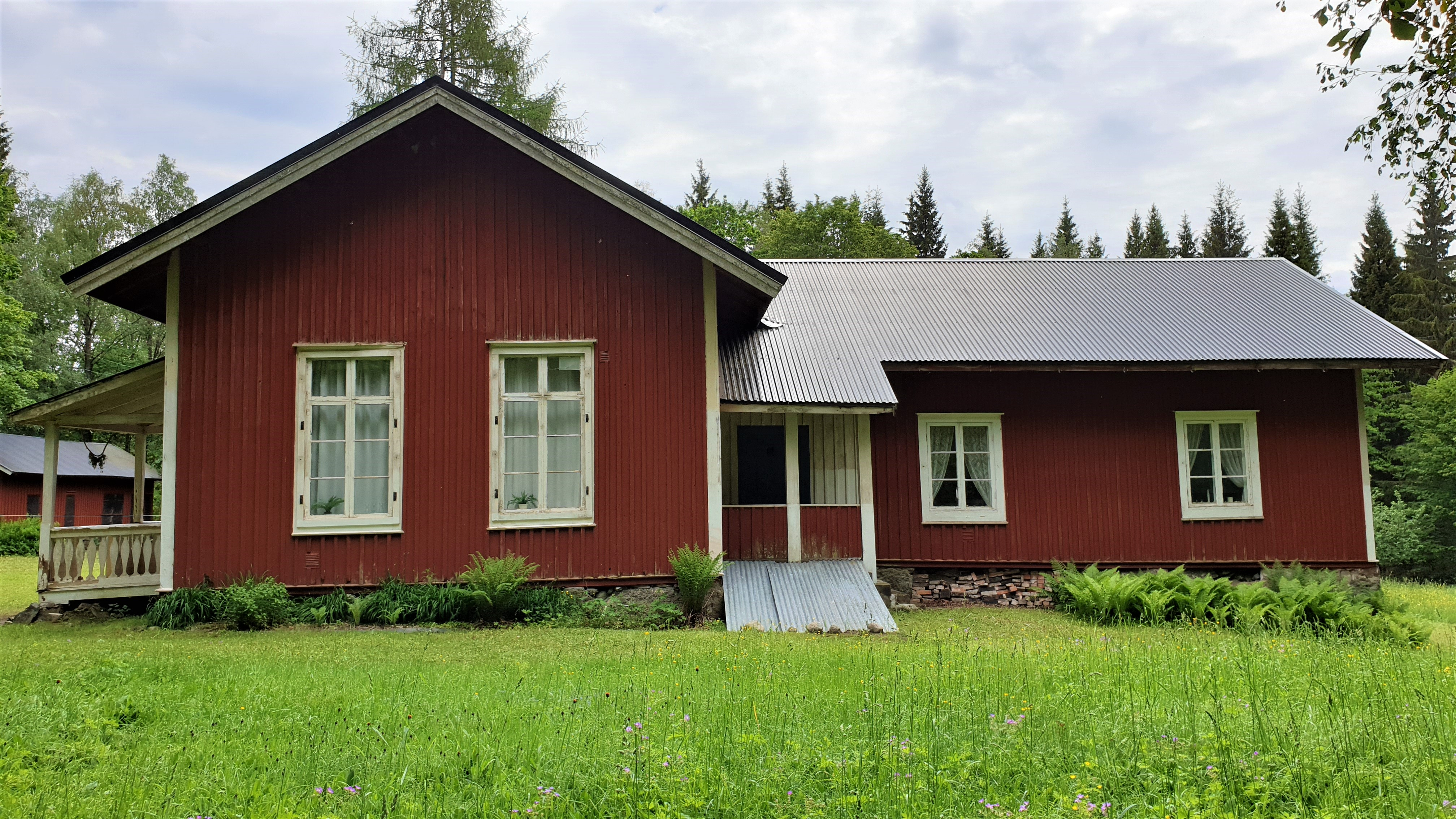
Skolbyggnaden bakifrån